# 西格瑪兵棋推演
西格瑪兵棋推演 (Sigma war games)是 1960 年代美國國防部进行的一系列機密高級兵棋推演，目的在為迅速發展的越南戰争制定战略。这些兵推致力於複製中南半島當時的情況，並用於預測該地區未來的事件發展。幾乎斐一次的結果都是共产主义获胜，或是導致美國國內出現示威抗議的僵局。

## 初始設置
兵棋設置了代表国内外重要人士的高級官員，係依據他们的專業知識安排所要代表的对象。兵棋推演中由指定的控制人员监督双方，互相敌对的蓝队和红队通常被指定为友军和敌军。然而，一些较小的隊伍有时会被归入红队或蓝队，例如：红队時常包括代表中华人民共和国的黄队、代表越南民主共和国的棕队、代表越共的黑队和代表苏联的绿队。 
这些模拟的准备工作非常广泛：多达45人的設計团队负责场景的研发、並有30至35人實際參與兵推。每年有四到五次模拟活动，是从国务院、中央情报局和主要军事指挥部秘密征求的。 与其他战争規劃一样，这些兵推會机密进行，其细节與结果也不会在美国国家安全政策圈以外公开。

## 西格玛I-62
1962年2月，甘迺迪政府参谋长联席会议的一些成员，对东南亚的局势发展进行了兵推。兵棋推演总监指出，“看来红色希望在没有战争的情况下获胜，而蓝色则希望在没有战争的情况下也不会失败。”西格玛 I-62 得出的结论是美国的干预不会成功。  这是第一场西格玛兵棋推演。 

## 西格玛I-63
西格瑪 I-63 于 1963 年春季进行，高级官员为红队和蓝队制定政策，而基层官员才是真正的参与者。 
沙利文大使是参与者之一，他曾回忆《西格玛I-63》的结局是虚构的1970年，50万美军在越南陷入僵局，美国发生征兵骚乱。 

## 西格玛I-64

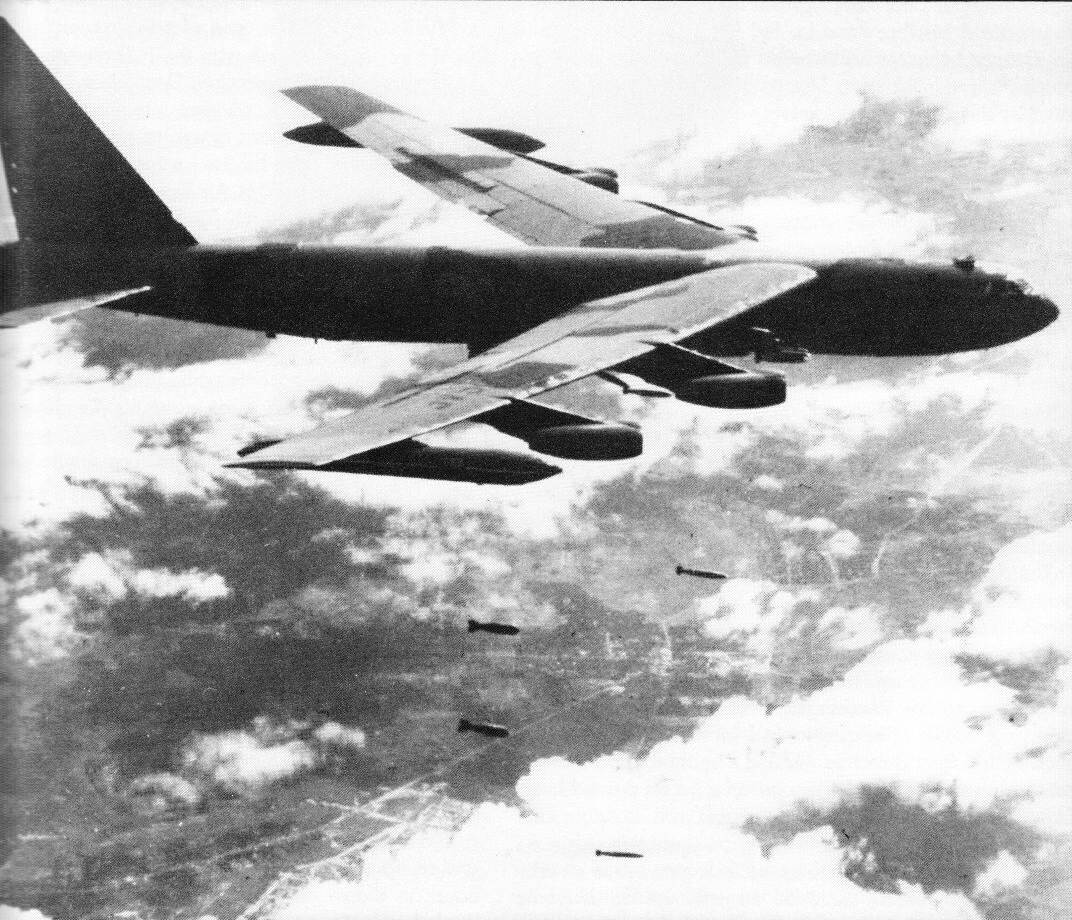
B-52 轰炸北越。西格玛兵推結果认为，空中武力对北越发动战争的能力影响不大。

Sigma I-64 进行於1964 年 4 月 6 日至 9 日期间，主要目的是测试升级後的越战，包括逐渐增加的大規模轟炸。 中国出重手干预韓戰是主要探讨的因素之一。 
兵棋推演结果摘要指出，对越南局勢的干预将为针对古巴的类似行动「奠定基础」。由于越共的叛乱活动在国际上可接受的秘密战争范围内，因此对他们发动的公开战争将成为一场真正的战争。作为回应，苏联和中华人民共和国可能会改变對美國的冷战局勢，轉為熱戰对抗，並且国内外的负面舆论将因此困扰美国。 
结论的其中一部份是，空中武力对北越发动战争的能力几乎没有影响。 尽管美国承诺派出 50 万軍人参加越南战争，但共產主義被认为已经获胜。 

## 西格玛II-64

美国总统詹森和助手正在研究美国在南越的立场模型。

同年的 Sigma II-64 為 Sigma I-64 的續集， 它由兰德公司设计、运行和仲裁。 進行於 1964 年 9 月 8 日至 17 日之间，是为了回应美军的三个担忧：轰炸北越能夠影響其对越南南部叛亂分子的支持吗？相反，轟炸會對南越有帮助吗？是否能夠影響越南人民军和越共的聯合行動？ 
总体而言，兵推结果令人沮丧。越南的農業經濟能夠自给自足，僅依靠进口外国援助来满足其技術不足。 由於遊戲規則與現實生活的計畫、事件密切相关，因此得出的结论是：為了召集需要的軍力，必須讓美国境内进入紧急状态。 人力增加的代價，将是減少國內政治支持度。 若是沒有北部灣事件这样重大的军事行动，便不足以提供局勢升级的正當性。 最重要的是，Sigma II-64 的结果大大削弱了「逐渐升级的空中战役可能导致美国胜利」的假设。 实际的结论是，轰炸会增强北越的抵抗意志。 
有人指出，詹森总统实际上可以在现实中复制蓝队的动作。 然而兵推表明，通过不同程度的军事侵略向共产党发出信号是行不通的，因为敌对行动不断升级。 

## 西格玛 I-65
Sigma I-65 于 1965 年 5 月举行。蓝队和红队的隊员都是较低级别的官员，而较高级别的顾问则为他们的團队制定政策。人们对这种模拟知之甚少。 

## 西格玛II-65
Sigma II-65于1965年7月26日至8月5日在参谋长联席会议期間進行 1965 年 8 月 5 日，馬克斯維爾·泰勒将军预测，在越南作战的共产党将在年底前被击败。  Sigma II-65 的最終版本報告于 8 月 20 日发布。 
Sigma II-65 兵棋推演的模拟结果与威廉·威斯特摩兰将军认为能够结束战争的消耗战战略相矛盾。结果使得国防部长罗伯特·麦克纳马拉开始怀疑这位将军的专业知识。 

## 西格玛I-66
Sigma I-66 于 1966 年 9 月上演。其重点是，如果共产党人愿意开始谈判而不是战斗，则可以控制战争的降级。 

## 西格玛II-66
Sigma II-66 的獨特之處，在於它主要是為了探討越南突然出現和平的影响。它進行的前提是：越南战争最终会导致共产党的失败。为了结束戰爭，胡志明向美国提出结束敌对行动的秘密提议。他要求的交换条件是结束轰炸行动、美军从南部撤军以及那里的自由选举。比赛结束时，越共被视为胜利者。 

## 西格玛 I-67 和西格玛 II-67
这两次西格玛兵棋推演均于 1967 年 11 月 27 日至 12 月 7 日期间举行。他们的重点是解决战争。 

## 兵棋推演与现实的相似之處

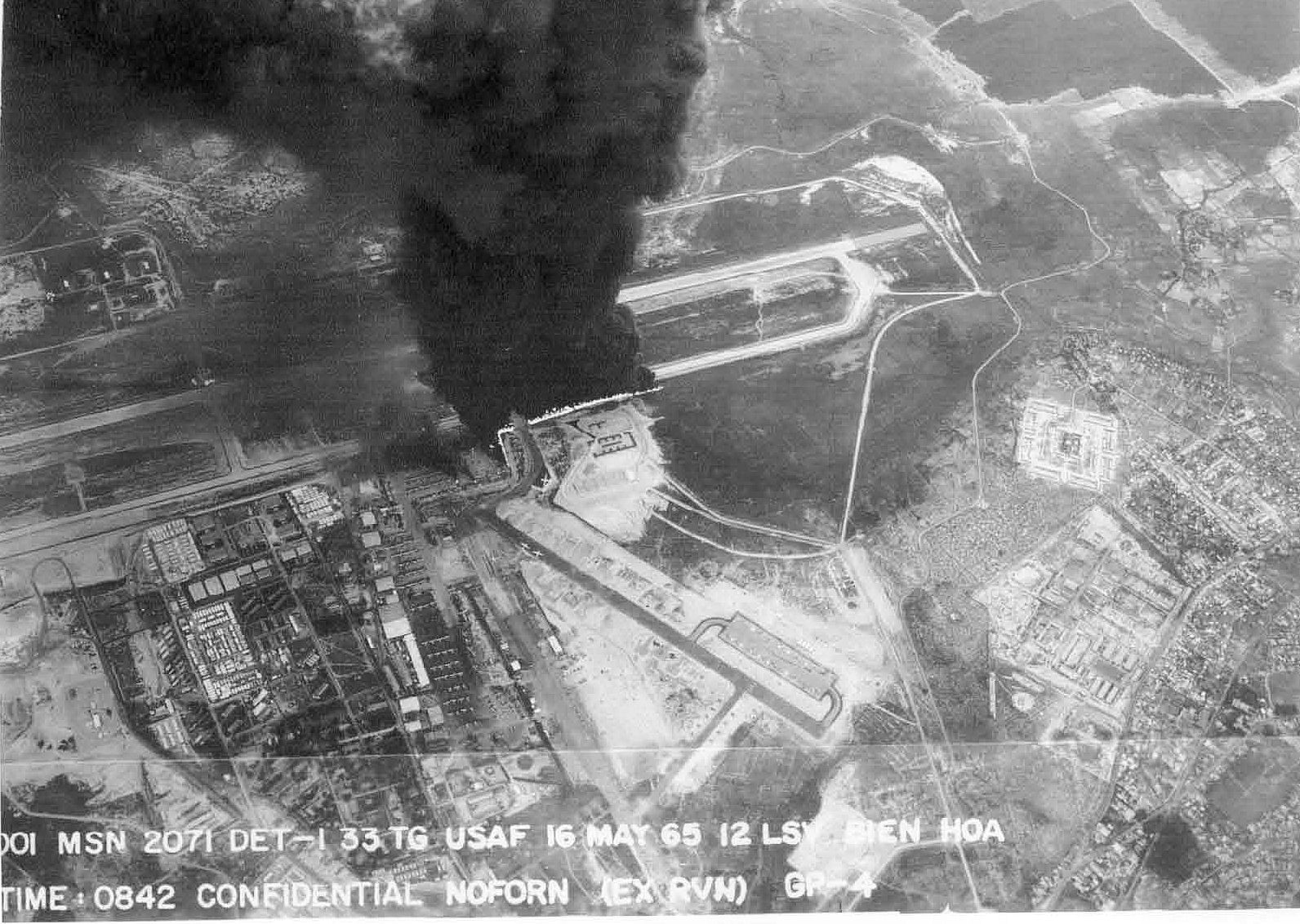
边和空军基地发生火灾。西格玛预测，共產黨將以轰炸机场反击美国強化空中武力。

Sigma 的兵棋推演足够真实，有几个回合可以類比实际事件：
Sigma I-64 的故事发生在虚构的 1964 年 6 月 15 日，一名美国飞行员被俘。 正如副国务卿西摩·韦斯 (Seymour Weiss)曾批评 Sigma I-64道 ：「最终俘获一名美軍飞行员的機率很高，并将成為美国参与其中的『確切』證據。」 恰巧在1964 年 6 月 6 日，現實中確實有一名美国海军飞行员查尔斯·弗雷德里克·克鲁斯曼 (Charles Frederick Klusmann)在寮國被击落并俘虜
在 Sigma II-64 中，预测阮庆将军将在 1965 年 4 月 1 日被迫下台。在现实生活中，反對阮慶的骚乱于 1964 年 11 月爆发，他被迫在 1965 年 2 月逃离祖国
Sigma II-64 还预测共产党将通过轰炸机场来反擊美軍空中武力。当真正的 1964 年 11 月 1 日到来时，越共首次炮击岘港和边和的机场，摧毁了六架B-57 轟炸機。 
1965 年 2 月 26 日根据 Sigma II-64 提议引入美国步兵的计划实际上发生在 1965 年 3 月 8 日，当时美国海军陆战队在岘港登陆。无论是在模拟还是现实中，美国的目标都是保卫其空中资产。 
1966年9月，法国总统戴高乐呼吁美国从越南撤军
Sigma II-64 场景的另一个要素是在Tchepone附近对美军一个营进行致命伏击，造成重大人员伤亡。現實中，南越军队在 1971 年的藍山 719行動中，曾在 Tchepone 附近遭受重大伤亡。 
海防港于 1972 年 5 月布雷
曾任美國軍事安全顧問的著名军事历史学家麦克马斯特，曾稱西格玛兵推的结果为「令人毛骨悚然的预言」。 

## 笔记
1. 1 2 3 4 5 6 7 8  Allen, pp. 193–208.
2. 1 2 3 4 5  Gibbons, pp. 17–19.
3. ↑  Allen, pp. 31–32.
4. ↑  Ball, pp. 92–93.
5. ↑  Buzzanco, pp. 125–126.
6. ↑  Staff, p. C-34. Retrieved 15 November 2014.
7. ↑  Logevall, p. 123.
8. 1 2  Goldstein, pp. 141–142.
9. ↑  McNamara, VanDeMark, p. 153.
10. 1 2  Milne, pp. 145–146.
11. ↑  Allen, p. 196.
12. 1 2  Addington, pp. 80–81.
13. ↑  Fawcett, p. 28.
14. ↑  McMaster, p. 157.
15. ↑  Bakich, pp. 119–120.
16. ↑  Sorley, p. 213.
17. ↑  McNamara, VanDeMark, p. 208.
18. ↑  Addington, p. 94.
19. ↑  Gibbons, p. 387.
20. ↑  Allen, pp. 207–208.
21. ↑  Gibbons, p. 941
22. 1 2 3 4 5 6 7  Allen, p. 206.
23. ↑  . Military Times.   [4 November 2014]. （原始内容存档于2014-11-11）.
24. ↑  McMaster, p. 283.